# Pasajul Scărilor din Sibiu

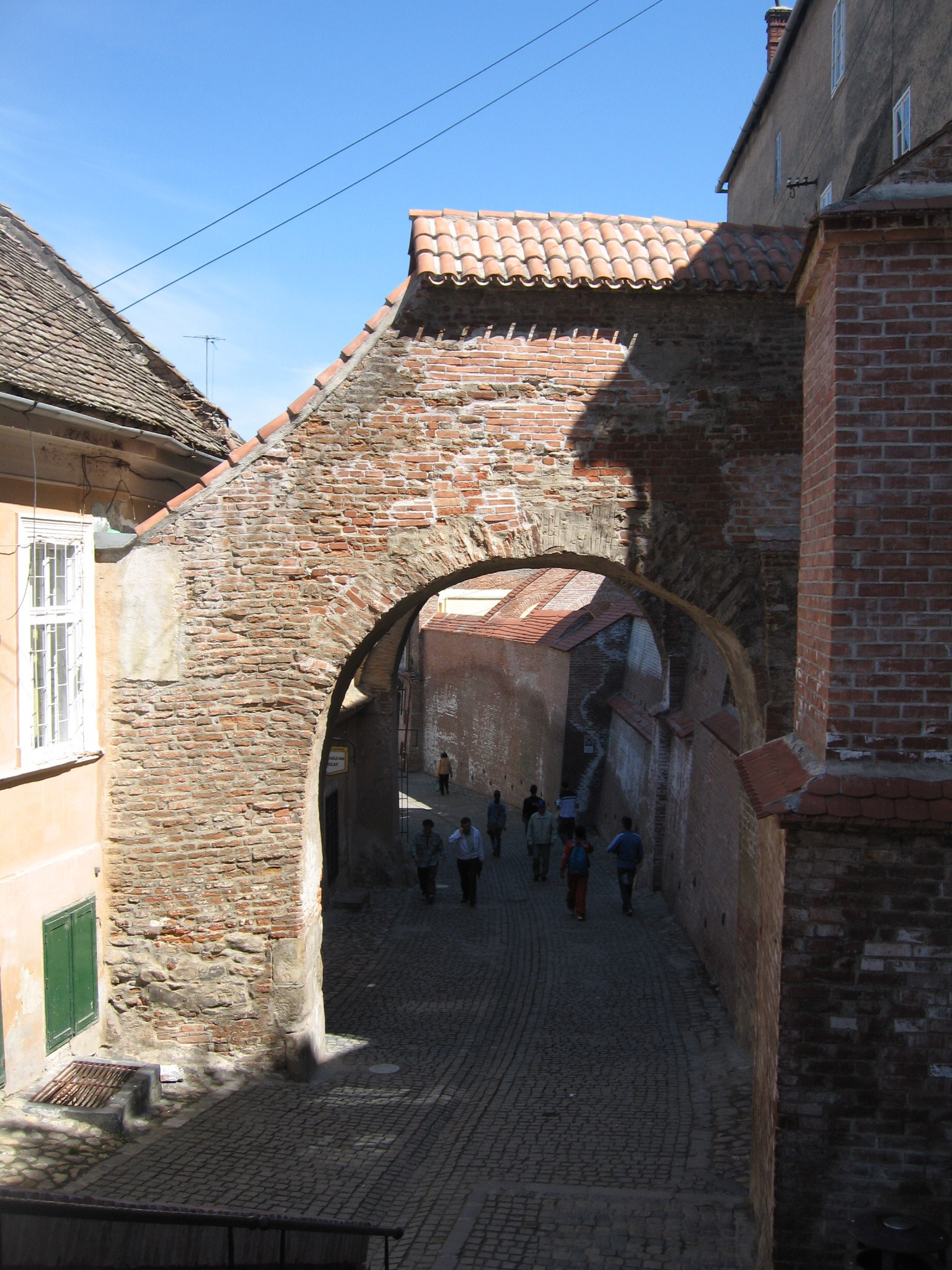
Pasajul Scărilor

Pasajul Scărilor din Sibiu este un pasaj de piatră și cărămidă din orașul Sibiu, care făcea legătura între Orașul de Sus și Orașul de Jos. El este construit în secolul al XIV-lea și făcea partea din cea de-a treia centură de fortificații a orașului. 
Incinta a III-a a ansamblului fortificațiilor orașului medieval Sibiu, din care fac parte Turnuri de apărare, Turnul Dulgherilor, Turnul Olarilor, Turnul Archebuzierilor, Turn de Poartă și curtine edificate în perioada 1357-1366, a fost inclusă pe Lista monumentelor istorice din județul Sibiu din anul 2004, având codul de clasificare SB-II-m-A-12010.03. Printre elementele componente ale acestei incinte se află și Pasajul Scărilor, lângă incinta bisericii evanghelice. 

## Istoric
Orașul Sibiu a început să se dezvolte după întemeierea Prepoziturii Sibiului în 1191 și mai ales în urma diplomei lui Andrei al II-lea din 1224, prin care Sibiului i-au fost conferite o serie de drepturi și privilegii de natură economică și social-politică. Ca urmare a dezvoltării urbane, au fost amplificate fortificațiile care s-au extins înspre nord-est, înglobând și actuala Piață Mică. 
Invazia tătară din 1241-1242 a demonstrat că sistemele de fortificații existente în Transilvania se aflau într-un stadiu incipient și nu puteau face față asediilor. Pentru a crește capacitatea de apărare a orașului s-au construit noi centuri de apărare, fiind extinse zidurile Orașului de Sus. Unii istorici presupun că Pasajul Scărilor ar fi fost construit prin secolul al XIII-lea, dar majoritatea specialiștilor cred că, abia la începutul veacului al XIV-lea, primarul Marcus Pemfflinger a dispus construirea pasajului. 
Pasajul Scărilor, cunoscut și sub numele de “Zidul cu ace”, a fost construit din piatră și cărămidă și făcea legătura între Orașul de Sus și Orașul de Jos, prin două ramificații de scări și arcade ce înconjurau zidurile cetății din jurul Bisericii Evanghelice. Orașul de Sus era protejat printr-un zid de apărare, în două terase, înalt de circa 10 m, susținut prin contraforturi masive ce se sprijină în arcuri butante pe clădirile Orașului de Jos, multe dintre ele cu o vechime de șase secole. Cele două ziduri se întâlnesc în partea superioară a pasajului. Pasajul se termină în partea de sus, la întretăierea cu strada Odobescu, cu Turnul de Poartă și cu Primăria Veche, astăzi Muzeul de Istorie din cadrul Muzeului Național Brukenthal. 
Pasajul a fost restaurat în anul 1860 și apoi în 2006, când Primăria municipiului Sibiu a investit 3.000.000 de lei pentru consolidarea solului, refacerea zidăriei, respectiv așternerea pavajului pe scări, în locul pietrelor cubice. În septembrie 2007, președintele Comisiei Europene, José Manuel Durão Barroso, a vizitat Pasajul Scărilor , promițând primarului Klaus Iohannis sprijin financiar și logistic pentru conservarea monumentelor istorice ale orașului.
Cele patru case aflate de-a lungul acestui pasaj, la nr. 1-4, au fost construite în sec. XV-XVI, modificate în sec. XVIII și restaurate în 1860. Ele au fost înscrise în Lista monumentelor istorice din județul Sibiu din anul 2004, având coduri de la SB-II-m-B-12169 la SB-II-m-B-12172. 

## Imagini

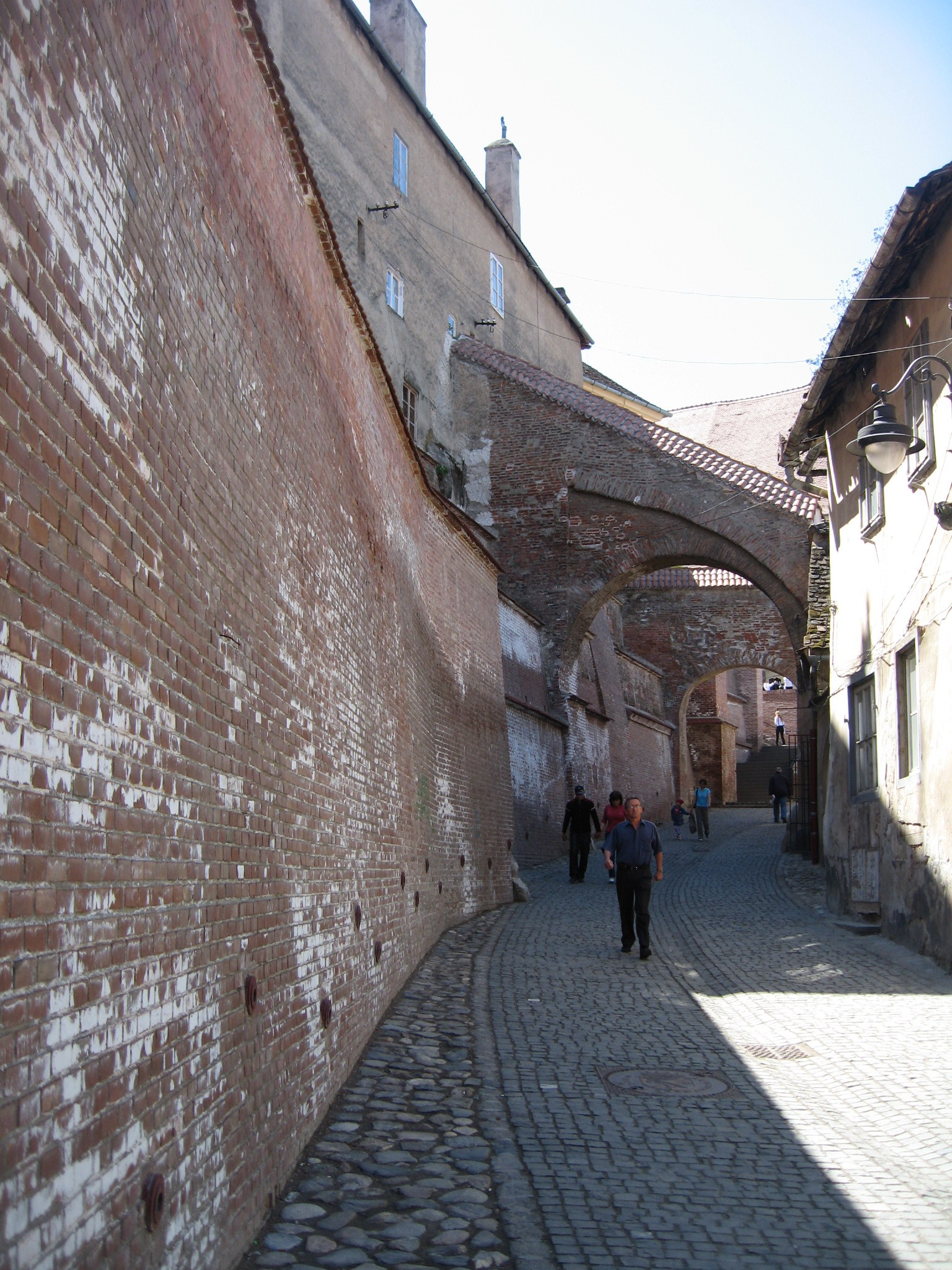
Pasajul Scărilor
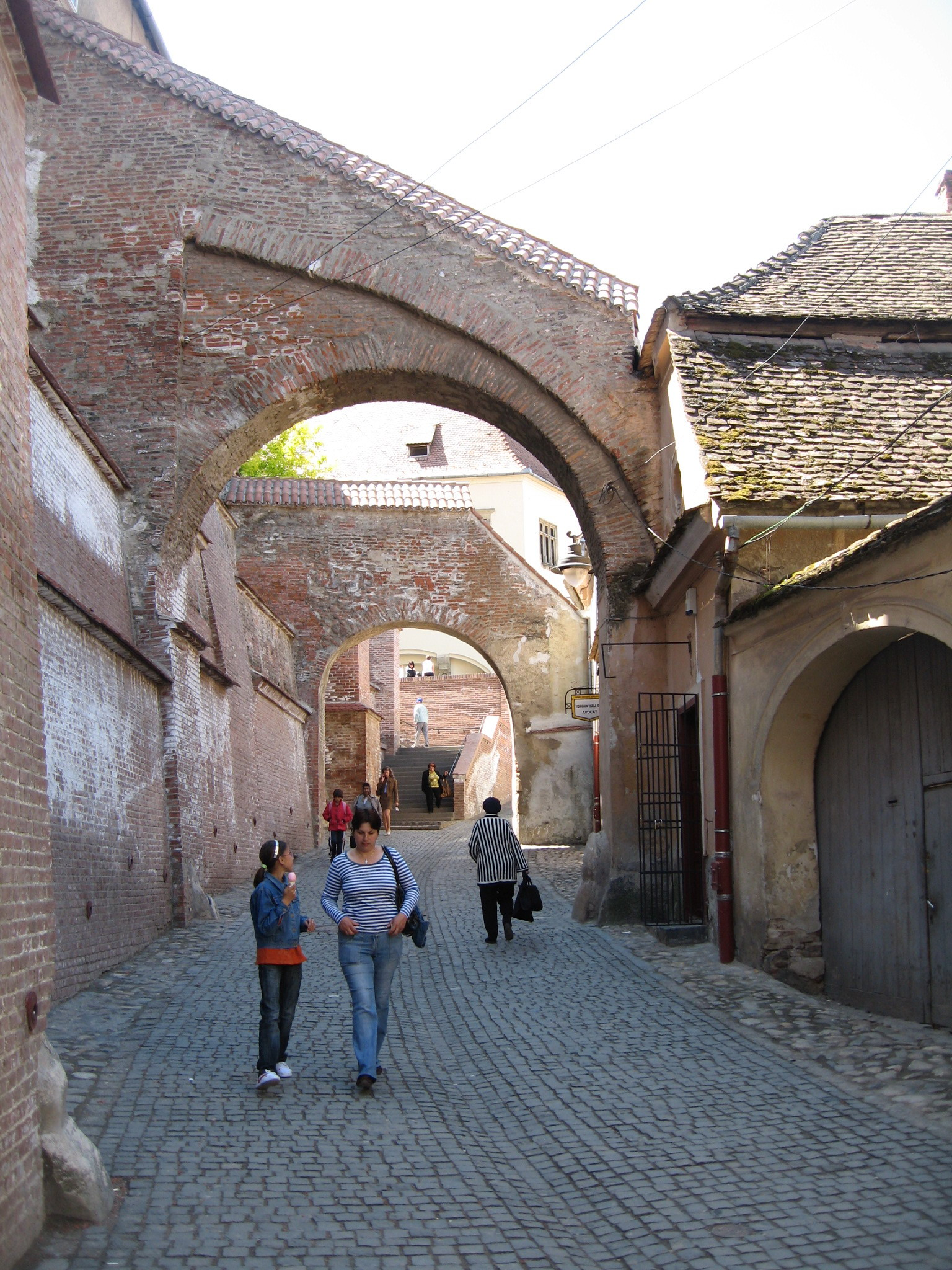
Pasajul Scărilor
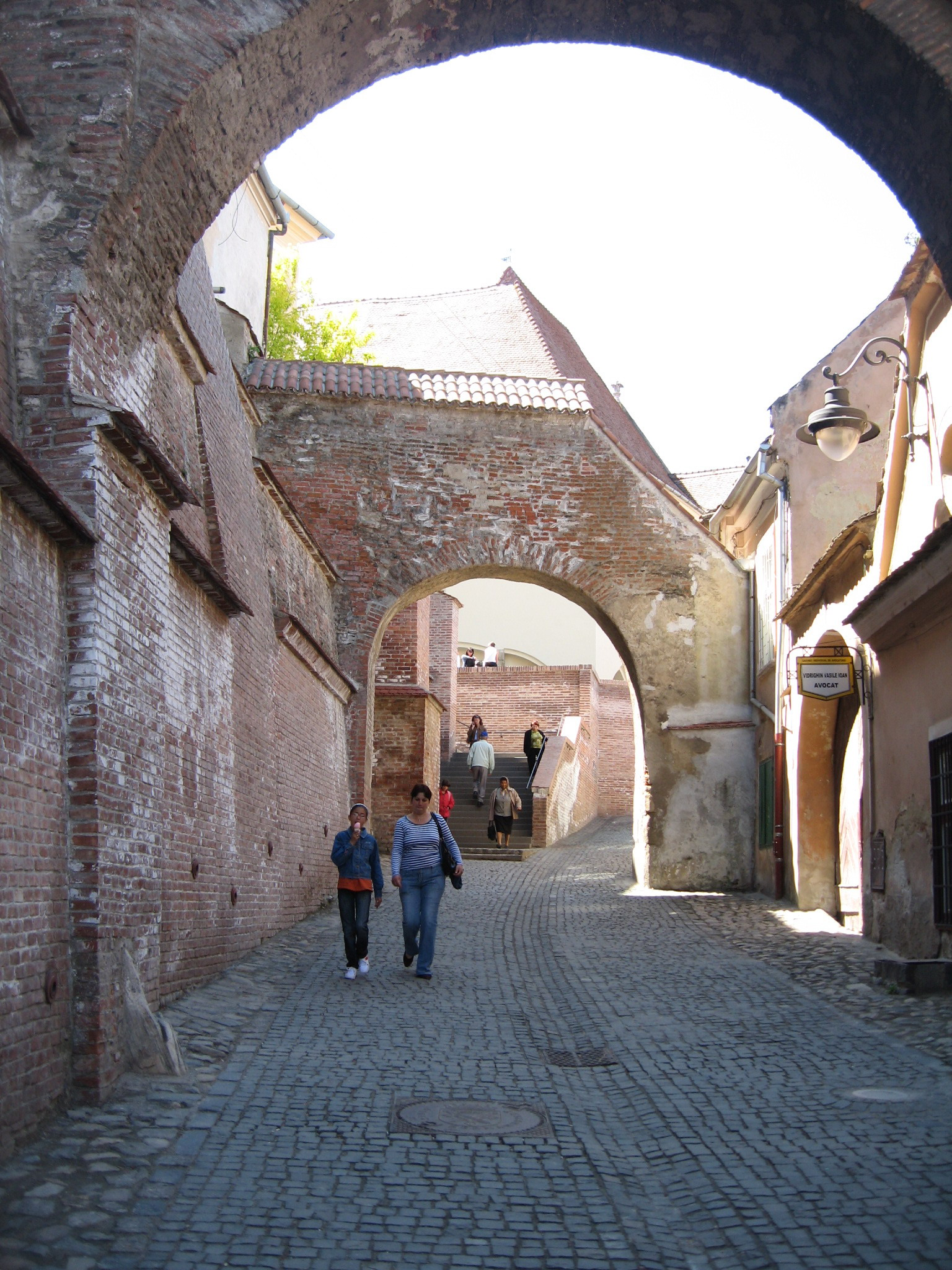
Pasajul Scărilor
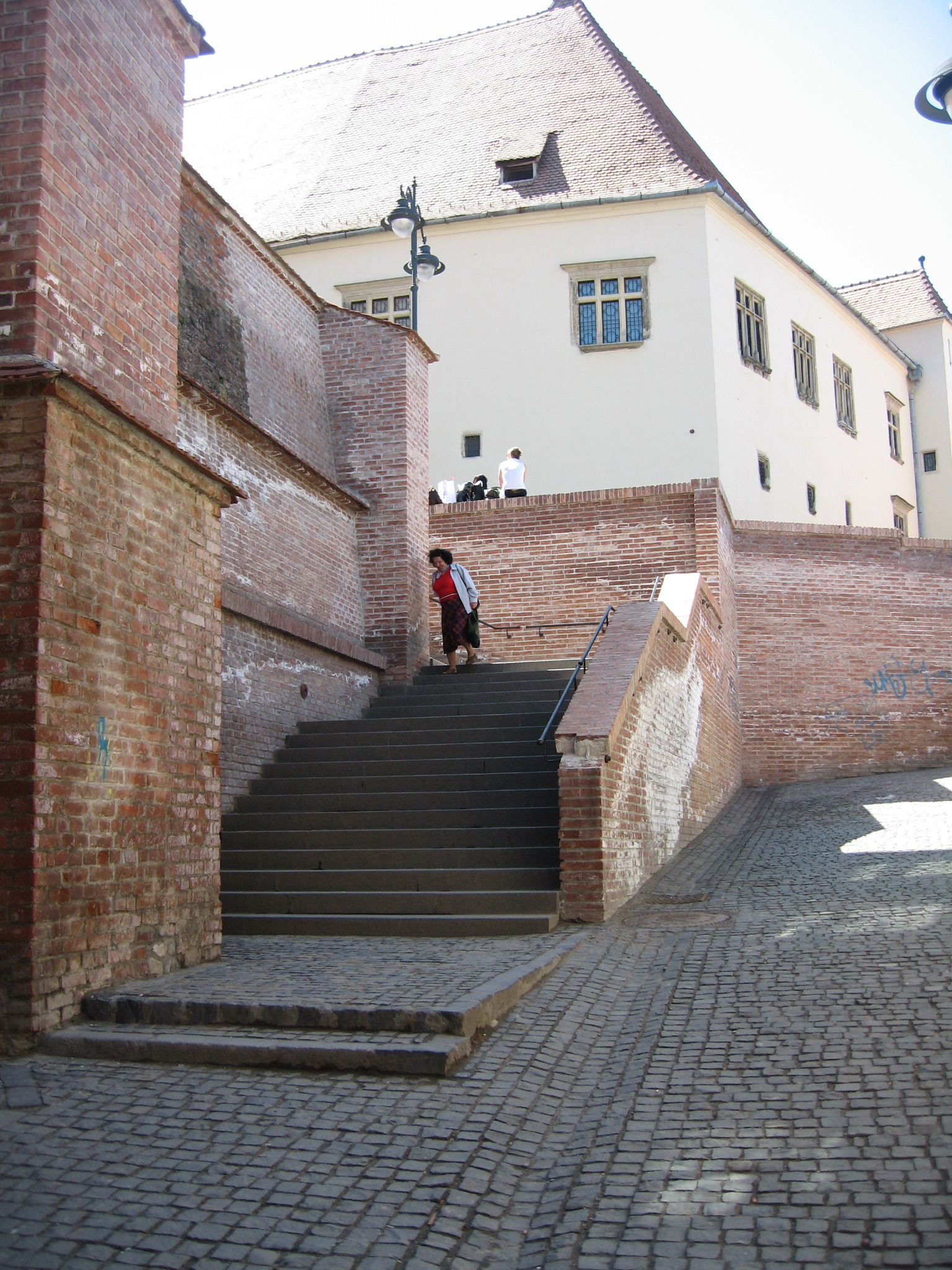
Pasajul Scărilor
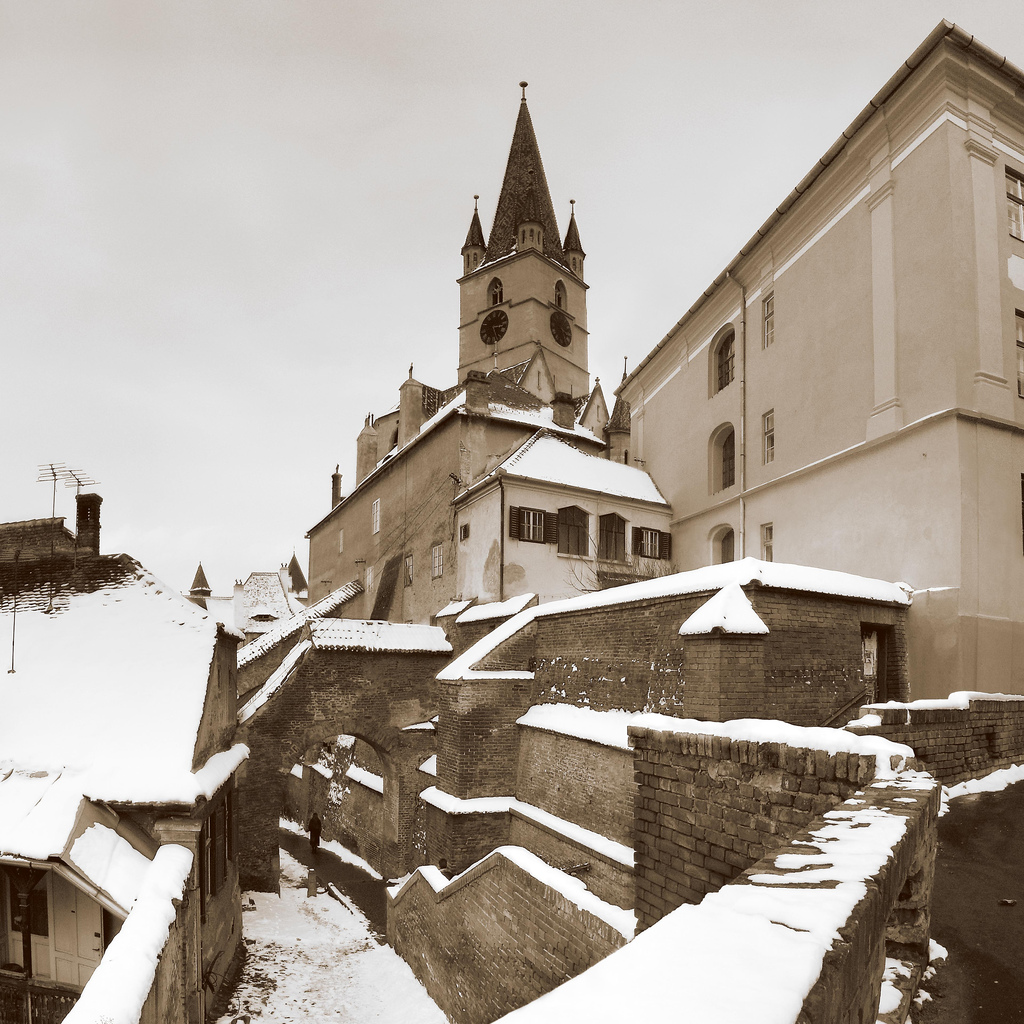
Pasajul Scărilor într-o zi de iarnă. În partea de sus a imaginii se vede turnul Bisericii Evanghelice.